# Crashday
Crashday (с англ. — «День крушения») — компьютерная игра в жанре гонки на выживание, разработанная немецкими студиями Replay Studios и Moon Byte Studios и изданная компанией Atari для персональных компьютеров под управлением Windows в 2006 году. В России игра была издана компанией «Новый Диск» полностью на русском языке. 10 августа 2017 года вышла обновлённая версия под названием Crashday: Redline Edition.

## Игровой процесс

### Карьера
Игра состоит из нескольких этапов. Сначала, игрок должен на автомобиле The Judge 5000 SV одержать победу в аварийном матче. После предстоит пройти 3 лиги гонок (любительская; профессиональная; высшая), каждая из них состоит из 2 этапов, по 4 гонки в каждом, последние которые являются финалами. Финалом игры является аварийный матч (в режиме заблаговременной аварии (+5)) с автомобилем Incubator V12.
За прохождение игрок получает денежное вознаграждение, на которые он может покупать и модернизировать автомобили. Все автомобили открываются по мере прохождения игры. В каждой гонке может участвовать от 2 до 6 игроков

### Режимы игры
- Уничтожение — игроку нужно уничтожать машины противников. Осуществляется либо простыми столкновениями, либо с применением оружия (пулемёт/одиночные ракеты/двойные ракеты) (Включая деления на команды: 3 на 3, либо 2 на 2). Также присутствует режим заблаговременной аварии, в которой игрок должен разбить машины на определённое количество больше, чем любой из противников;
- Шоу трюков. (Включая деления на команды: 3 на 3, либо 2 на 2);
- Удержание флага — игрок должен взять флаг и проехать вместе с ним через все контрольные точки. (Включая деления на команды: 3 на 3, либо 2 на 2);
- Гонка — езда по круговой трассе через checkpoint(ы) (контрольные точки). Также присутствует режим гонки на выживание (по кругам);
- Передача бомбы — задача состоит в том, что до окончания отсчёта времени таймером необходимо передать сопернику бомбу. Если игрок погиб, то он получает 0 очков. При выживании он получает 1 очко. В случае, если игрок последним передал бомбу взорвавшемуся противнику, он  получает 3 очка;
- Динамитная гонка — езда с бомбой, установленной на крыше автомобиля. При езде со скоростью, ниже минимальной, бомба детонирует и автомобиль взрывается.
- Тестовый заезд — свободная езда, где можно опробовать разные автомобили.

### Мини-игры
- Затяжной прыжок (надо прыгнуть как можно дальше)
- Взрыв машины (надо проехать как можно дальше до взрыва бомбы)
- Гонка по контрольным точкам (надо проехать как можно больше контрольных точек)
- Затяжной прыжок 2 (открывается после прохождения карьеры)
- Взрыв машины 2 (открывается после прохождения карьеры)
- Гонка по контрольным точкам 2 (открывается после прохождения карьеры)

### Редактор трасс
В игре есть возможность редактировать трассы, созданные разработчиками игры. Можно создавать свои собственные посредством плиток, объектов и контрольных точек. Также в редакторе существует меню редактирования, в котором можно изменять размеры трассы, менять время суток, виды трасс на котором можно использовать созданную и редактированную. Изменённые и созданные трассы можно опробовать либо в самом редакторе, либо в Одиночных заездах.

### Машины
В игре представлены 12 автомобилей, имеющие схожести с серийными авто. Все машины имеют достоверную системы повреждений: от выбитых стекол до полностью деформированного кузова. Ограничения скорости у авто нет, при этом у всех них разное время разгона. Ниже представлен список машин и их реальные модели:
| Название машины в игре    | Схожесть с машинами существующими в реальности (В зависимости от поставленной подвески) |
| ------------------------- | --------------------------------------------------------------------------------------- |
| Spectran TI               | Mazda 6                                                                                 |
| Cube RS                   | Renault Clio, Peugeot 205, Volkswagen Golf                                              |
| Buster GST                | Honda Civic и Opel Astra                                                                |
| Hunter XT-5               | Honda CR-X и Mitsubishi Eclipse GSX                                                     |
| Firespitter Evolution '89 | Pontiac Firebird                                                                        |
| Ironhorse V8              | Ford Mustang и Shelby GT500                                                             |
| The Judge 5000SV          | Lamborghini Countach                                                                    |
| Pick’em’up 4x4            | Dodge RAM SRT-10 и Ford F-150                                                           |
| Apachee Super Turbo 220X  | Lamborghini Gallardo, Lamborghini Murcielago и Bugatti EB110                            |
| Bornbad GT90              | Chevrolet Corvette и Ferrari Enzo                                                       |
| The Wrecker               | Hummer HMMWV                                                                            |
| Incubator V12             | Nissan Skyline и Nissan Silvia                                                          |

## Разработка и выход игры
Разработка игры проходила в течение 9 лет, с 1997 по 2006 год, в студиях Moon Byte и Replay. Факт долгой разработки широко не афишировался, о данных сроках показывается в меню «О создателях».

## Музыка
Музыка в игре представлена стилями поп-панк и электро.
| №   | Название                     | Исполнитель     | Длительность |
| --- | ---------------------------- | --------------- | ------------ |
| 1.  | «On The Ledge»               | Lowbuz          | 3:12         |
| 2.  | «Crashday»                   | Pencilcase      | 4:30         |
| 3.  | «Speed»                      | Pencilcase      | 3:58         |
| 4.  | «Mrs. Rock'n'Roll Detective» | Pencilcase      | 4:04         |
| 5.  | «Boom»                       | Pro Fac         | 3:50         |
| 6.  | «Jody's Campus»              | Pro Fac         | 2:58         |
| 7.  | «Move With Energy»           | Peter Struck    | 3:51         |
| 8.  | «Experience»                 | Peter Struck    | 3:20         |
| 9.  | «Hands on a Wheel»           | Peter Struck    | 3:46         |
| 10. | «Crowd»                      | Peter Struck    | 4:51         |
| 11. | «Time Explosion»             | Peter Struck    | 4:19         |
| 12. | «Space Rider»                | Peter Struck    | 4:34         |
| 13. | «New Contact»                | Peter Struck    | 3:18         |
| 14. | «Just Got to Town»           | Peter Struck    | 4:51         |
| 15. | «Big Beat Delta»             | Jan Morgenstern | 3:10         |

## Оценки и мнения
| Сводный рейтинг       | Сводный рейтинг |
| Агрегатор             | Оценка          |
| --------------------- | --------------- |
| GameRankings          | 63 %            |
| Metacritic            | 63/100          |
| MobyRank              | 69/100          |
| Иноязычные издания    |                 |
| Издание               | Оценка          |
| AllGame               | [ 6 ]           |
| Eurogamer             | 6/10            |
| GameSpot              | 4,8/10          |
| PC Gamer (UK)         | 59/100          |
| Русскоязычные издания |                 |
| Издание               | Оценка          |
| Absolute Games        | 78 %            |
| «PC Игры»             | 8/10            |
| PlayGround.ru         | 8/10            |
| «Игромания»           | 7/10            |
| «Страна игр»          | 7/10            |

Crashday получила смешанные отзывы от критиков. На сайтах GameRankings и Metacritic игра имеет среднюю оценку ровно 63 %. При этом отклики российских изданий были более положительными.